# Liangshui (köping i Kina, Shandong)
Liangshui (kinesiska: 梁水镇, 梁水) är en köping i Kina. Den ligger i provinsen Shandong, i den östra delen av landet, omkring 99 kilometer väster om provinshuvudstaden Jinan. Antalet invånare är 62 061. Befolkningen består av 30 667 kvinnor och 31 394 män. Barn under 15 år utgör 18,0 %, vuxna 15-64 år 73 %, och äldre över 65 år 8,0 %.
Genomsnittlig årsnederbörd är 687 millimeter. Den regnigaste månaden är juli, med i genomsnitt 248 mm nederbörd, och den torraste är januari, med 4 mm nederbörd.